# Mnium membranaceum
Mnium membranaceum là một loài Rêu trong họ Mniaceae. Loài này được (Brid.) Brid. mô tả khoa học đầu tiên năm 1827.